# Michał Murowaniecki
Michał Murowaniecki (ur. 1 sierpnia 1982 w Łodzi) – polski poeta.

## Życiorys
Współzałożyciel i redaktor Kwartalnika Artystyczno-Literackiego „Arterie” w latach 2007-2011. Publikował w wielu pismach literackich, m.in. w Odrze, Kresach, Tyglu Kultury, Opcjach, Więzi, Wyspie. Jego wiersze tłumaczone były na język niemiecki, bułgarski i rosyjski.
Jest laureatem i finalistą kilkunastu ogólnopolskich konkursów poetyckich (m.in. im. C.K. Norwida, im. R.M. Rilkego, im. H. Poświatowskiej, im. J. Bierezina, im. K. Janickiego). W 2008 roku przyznano mu Dżonkę – Nagrodę Literacką im. Stanisławy Zawiszanki.

## Twórczość
Poezja
- Punctum (Stowarzyszenie Literackie im. K.K. Baczyńskiego, Łódź 2008)
- Spięcie (Stowarzyszenie Pisarzy Polskich Oddział w Łodzi, Łódź 2010)
- Owoce noża (Wydawnictwo Kwadratura, Łódź 2012)
- Stratosfera (Wojewódzka Biblioteka Publiczna i Centrum Animacji Kultury, Poznań 2018)
- Ojce (Stowarzyszenie Pisarzy Polskich Oddział w Łodzi, Łódź 2020)
- Przeoczone wygrane (Stowarzyszenie Pisarzy Polskich Oddział w Łodzi, Łódź 2022)

Antologie
- Na grani. Antologia wierszy łódzkich debiutantów o doświadczeniach między językiem a światem (Stowarzyszenie Pisarzy Polskich Oddział w Łodzi, Łódź 2008)
- Ani ziemia jałowa, ani obiecana / Weder wüstes Land noch gelobtes (Dom Literatury w Łodzi, Stowarzyszenie Pisarzy Polskich Oddział w Łodzi, Łódź 2016)
- Łagodna jak światło / Мека като светлината (Dom Literatury w Łodzi, Stowarzyszenie Pisarzy Polskich Oddział w Łodzi, Łódź 2019)